# Biernatowa Skała
Biernatowa Skała (458 m) – skaliste wzniesienie w miejscowości Strzegowa w województwie małopolskim, w powiecie olkuskim, w gminie Wolbrom. Znajduje się wśród pól uprawnych, w odległości około 450 m na zachód od drogi wojewódzkiej nr 794. Sąsiaduje ze wzniesieniami Kyciowa Skała i Pośrednica. Pod względem geograficznym jest to obszar Wyżyny Częstochowskiej.
Ponad otaczającymi ją z wszystkich stron polami Biernatowa Skała wznosi się na wysokość około 40 m. Zbudowana jest z wapieni i całkowicie porośnięta lasem. Wśród drzew znajdują się niewielkie skałki, większa skałka jest na stokach południowych.